# Зіяд Тлемсані
Зіяд Тлемсані (араб. زياد التلمساني, нар. 10 травня 1963, Туніс) — туніський футболіст, що грав на позиції нападника.
Виступав, зокрема, за клуби «Есперанс» та «Віторія» (Гімарайнш), а також національну збірну Тунісу.

## Клубна кар'єра
У дорослому футболі дебютував 1984 року виступами за команду клубу «Есперанс», в якій провів шість сезонів. 
Своєю грою за цю команду привернув увагу представників тренерського штабу клубу «Віторія» (Гімарайнш), до складу якого приєднався 1990 року. Відіграв за клуб з Гімарайнша наступні п'ять сезонів своєї ігрової кар'єри. Більшість часу, проведеного у складі «Віторії», був основним гравцем атакувальної ланки команди. У складі «Віторії» був одним з головних бомбардирів команди, маючи середню результативність на рівні 0,38 голу за гру першості.
Протягом 1995—1997 років захищав кольори команди клубу «Віссел» (Кобе).
Завершив професійну ігрову кар'єру у клубі «Есперанс», у складі якого вже виступав раніше. Прийшов до команди 1997 року, захищав її кольори до припинення виступів на професійному рівні у 1999 році.

## Виступи за збірну
У 1990 році дебютував в офіційних матчах у складі національної збірної Тунісу. Протягом кар'єри у національній команді, яка тривала 9 років, провів у формі головної команди країни лише 20 матчів, забивши 4 голи.
У складі збірної був учасником Кубка африканських націй 1994 року у Тунісі, Кубка африканських націй 1998 року у Буркіна Фасо.